# Instytut Pedagogiki Uniwersytetu Wrocławskiego
Instytut Pedagogiki Uniwersytetu Wrocławskiego – jednostka dydaktyczno-naukowa należąca do struktur Wydziału Nauk Historycznych i Pedagogicznych Uniwersytetu Wrocławskiego. Dzieli się na 9 zakładów. Posiada uprawnienia do nadawania stopni naukowych doktora i doktora habilitowanego oraz wnioskowania o nadanie tytułu naukowego profesora. Prowadzi działalność dydaktyczną i badawczą związaną z modernizacją oświaty i szkolnictwa polskiego XIX i XX wieku, procesami przystosowania i nieprzystosowania społecznego, poradnictwem i poradoznawstwem, teorią animacji kulturalnej, oświatą dorosłych i aktywnością, edukacją wielokulturową i międzykulturową, regionalizmem, edukacją obywatelską, dysfunkcjami rozwojowymi oraz pedagogiką opiekuńczą z terapią. Instytut oferuje studia na kierunku Pedagogika specjalna na specjalności Edukacja i rehabilitacja osób z niepełnosprawnością intelektualną oraz na kierunku Pedagogika o specjalnościach:
- Edukacja Dorosłych i Marketing Społeczny;
- Pedagogika opiekuńcza z terapią;
- Resocjalizacja;
- Poradnictwo i pomoc psychopedagogiczna;

Ponadto Instytut oferuje studia podyplomowe oraz studia doktoranckie.
Aktualnie na instytucie kształci się studentów w trybie dziennym i zaocznym. Instytut wydaje własne Prace Pedagogiczne. Dysponuje też samodzielną biblioteką instytutową, liczącą 39 451 woluminów druków zwartych oraz 2859 woluminów czasopism krajowych i zagranicznych. Aktualnie biblioteka prenumeruje 59 tytułów czasopism. Siedzibą instytutu jest jeden z gmachów po dawnym Gimnazjum św. Elżbiety, mieszczący się przy ul. Jana Władysława Dawida 1 we Wrocławiu.
Instytut powstał 1 września 1972 roku na podstawie ministerialnej decyzji przekształcającej Katedrę Pedagogiki w Instytut. Pracownicy naukowi instytutu zajmowali często najważniejsze stanowiska w hierarchii uniwersyteckiej – dziekanów i prodziekanów na swoich wydziałach. Instytut początkowo afiliowany był przy Wydziale Filozoficzno-Historycznym, od reorganizacji struktur uniwersyteckich w 1988 roku przy Wydziale Nauk Historycznych i Pedagogicznych.

## Władze (2017–2019)[10]
Dyrektor: dr hab. Alicja Szerląg, prof. UWr
zastępca dyrektora ds. ogólnych i promocji: dr Marek Podgórny
zastępca dyrektora ds. dydaktyki i jakości kształcenia: dr Mirosław Piwowarczyk
zastępca dyrektora ds. projektów badawczych, współpracy z zagranicą i pracodawcami: dr Arkadiusz Urbanek

## Historia
Historia ówczesnego Instytutu Pedagogiki sięga 1946 roku, kiedy to na Wydziale Humanistycznym Uniwersytetu Wrocławskiego powołano do życia Katedrę Pedagogiki. W 1951 roku dokonano podziału Wydziału Humanistycznego na Wydział Filozoficzno-Historyczny oraz Wydział Filologiczny. Tym samym Katedra Pedagogiki została podporządkowana Wydziałowi Filozoficzno-Historycznemu. 1 września 1972 roku Katedra ta została przekształcona w Instytut Pedagogiki, który stał się jednostką organizacyjną Wydziału Filozoficzno-Historycznego, a następnie od 1988 roku Wydziału Nauk Historycznych i Pedagogicznych.

## Kierunki kształcenia

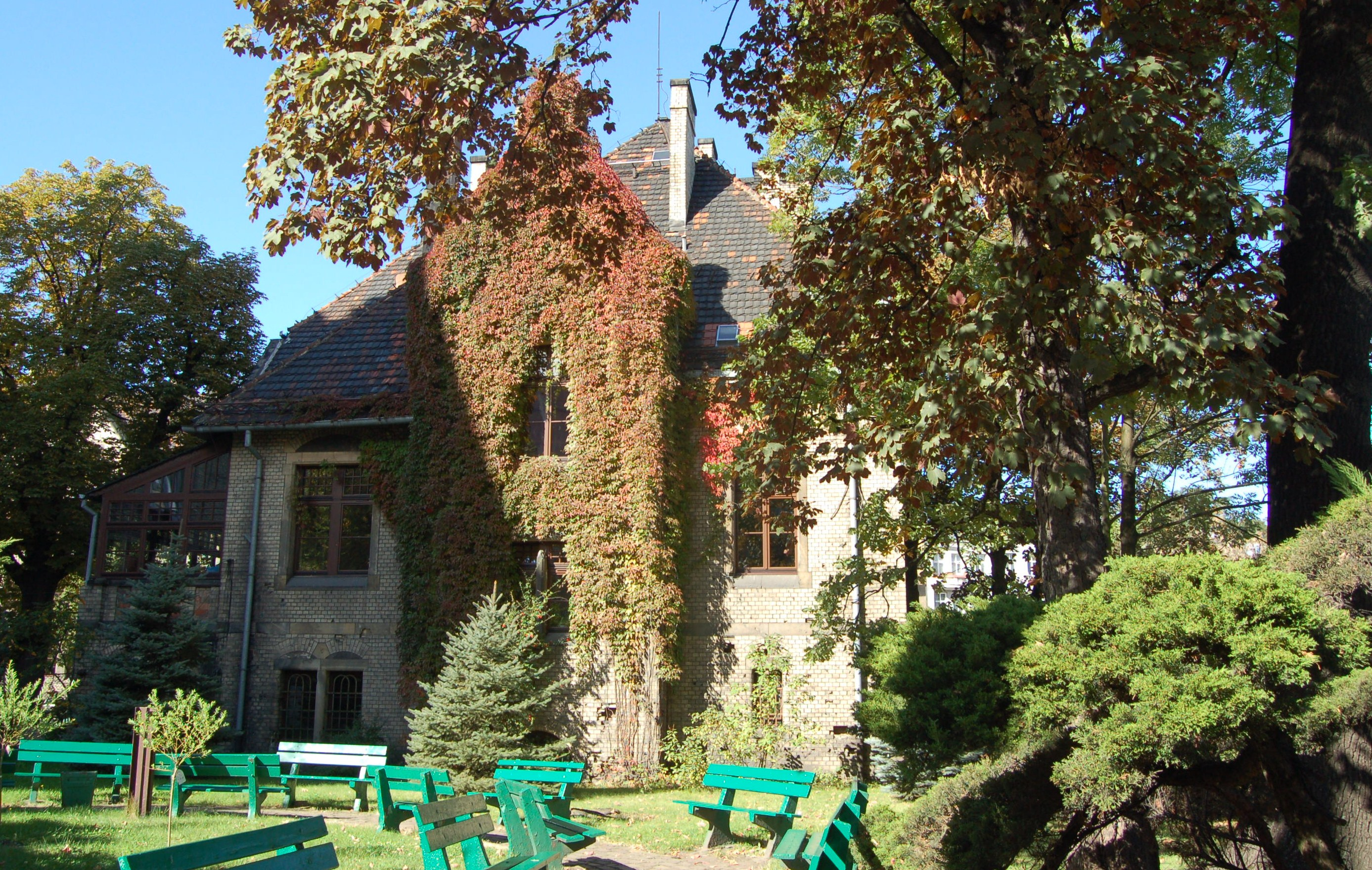
Jeden z budynków dydaktycznych Instytutów: Pedagogiki i Psychologii UWr, dawny dom rektora Gimnazjum św. Elżbiety

Instytut kształci studentów na kierunku pedagogika na studiach pierwszego stopnia (licencjackich, 3-letnich), a po ich ukończeniu studiach drugiego stopnia (magisterskich uzupełniających, 2-letnich) o następujących specjalnościach:
Studia magisterskie II stopnia dla absolwentów kierunków pedagogicznych i nauczycielskich
- Wczesne wspomaganie rozwoju dziecka
- Resocjalizacja
- Marketing i zarządzanie placówkami edukacyjnymi w regionie
- Poradnictwo zawodowe i coaching kariery
- Poradnictwo i pomoc psychopedagogiczna
- Pedagogika opiekuńcza z terapią
- Terapia Pedagogiczna
- Animacja społeczno-kulturalna.

Studia magisterskie II stopnia dla absolwentów kierunków niepedagogicznych i nienauczycielskich
- Edukacja Dorosłych i Marketing Społeczny
- Resocjalizacja
- Pedagogika opiekuńcza z terapią
- Marketing i zarządzanie placówkami edukacyjnymi w regionie
- Edukacja wczesnoszkolna i przedszkolna
- Pedagogika Kultury i Mediów
- Animacja społeczno-kulturalna.

Instytut prowadzi również następujące studia podyplomowe
- Studia Podyplomowe w zakresie Pedagogiki Resocjalizacyjnej
- Studia Podyplomowe Wychowanie Przedszkolne i Edukacja Wczesnoszkolna

## Struktura organizacyjna

### Zakład Edukacji Dorosłych i Studiów Kulturowych
Pracownicy:
- Kierownik: dr hab. Witold Jakubowski, prof. nadzw. UWr
- dr Joanna Golonka-Legut
- dr Aleksander Kobylarek
- dr Małgorzata Malec-Rawiński
- dr Marek Podgórny
- dr Martyna Pryszmont-Ciesielska
- dr Rozalia Ligus

### Zakład Edukacji Osób z Niepełnosprawnością
Pracownicy:
- Kierownik: dr hab. Beata Cytowska, prof. nadzw. UWr
- dr hab. Bernadeta Szczupał, prof. nadzw. UWr
- dr Iwona Jagoszewska
- dr Joanna Gładyszewska-Cylulko
- dr Jolanta Lipińska-Lokś
- dr Piotr Plichta
- dr Barbara Winczura

### Zakład Historii Edukacji
Pracownicy:
- Kierownik: prof. dr hab. Stefania Walasek
- dr hab. Barbara Jędrychowska, prof. nadzw. UWr
- dr Anna Haratyk
- dr Ewa Jurczyk-Romanowska
- dr Aleksandra Marcinkiewicz-Wilk
- dr Mirosław Piwowarczyk
- dr Jolanta Szablicka-Żak

### Zakład Pedagogiki Mediów
Pracownicy:
- Kierownik: dr hab. Mirosława Wawrzak-Chodaczek, prof. nadzw. UWr
- dr Małgorzata Biedroń
- dr Jolanta Kędzior
- dr Beata Krawiec
- dr Beata Maj
- dr Anna Mitręga

### Zakład Pedagogiki Ogólnej
Pracownicy:
- Kierownik: dr hab. Wiktor Żłobicki, prof. nadzw. UWr
- dr hab. Rafał Włodarczyk
- dr Jacek Gulanowski
- dr Monika Humeniuk
- dr Grażyna Lubowicka
- dr Iwona Paszenda
- dr Katarzyna Uzar-Szcześniak

### Zakład Edukacji Międzykulturowej i Badań nad Wsparciem Społecznym
Pracownicy:
- Kierownik: dr hab. Alicja Szerląg, prof. nadzw.UWr
- dr Honorata Czajkowska
- dr hab. Krystyna Dziubacka
- dr Kamila Gandecka
- dr Kamila Kamińska
- dr Justyna Pilarska
- dr Małgorzata Prokosz
- dr Arkadiusz Urbanek

### Zakład Pedagogiki Wczesnoszkolnej i Przedszkolnej
Pracownicy:
- Kierownik: dr Marta Kondracka-Szala (p.o. kierownika)
- dr Joanna Malinowska
- dr Diana Gulińska-Grzeluszka
- dr Elżbieta Jezierska-Wiejak
- dr Agnieszka Jędrzejowska
- dr Ewa Musiał
- dr Emilia Olejnik-Krupa
- dr Małgorzata Siemież
- dr Alicja Mironiuk
- dr Agnieszka Janik

### Zakład Poradoznawstwa
Pracownicy:
- Kierownik: dr hab. Andrzej Ładyżyński, prof. nadzw. UWr
- dr Violetta Drabik-Podgórna
- dr Katarzyna Kokot
- dr Maja Piotrowska
- dr hab. Edyta Zierkiewicz, prof. nadzw. UWr

### Zakład Resocjalizacji
Pracownicy:
- Kierownik: prof. dr hab. Dorota Rabczyńska-Abdel Kawy
- dr Sławomir Grzesiak
- dr Barbara Jezierska-Jacobson
- dr Arkadiusz Kamiński
- dr Piotr Kwiatkowski

### Laboratorium Komputerowe
Pracownicy:
- Kierownik: mgr Łukasz Zembrzuski
- Wojciech Ołdakowski

### Biblioteka Instytutu Pedagogiki
Pracownicy:
- Kierownik: mgr Maria Bosacka
- mgr Maryla Chaładaj
- mgr Hanna Włoch
- mgr Zofia Morasiewicz-Charroux
- mgr Wojciech Olszewski
- mgr Anna Lubińska

## Siedziba
Budynek mieszczący obecnie Instytuty Pedagogiki Uniwersytetu Wrocławskiego został zbudowany w latach 1901–1903 z przeznaczeniem na nową siedzibę Gimnazjum Św. Elżbiety, szkoły założonej przy kościele św. Elżbiety w 1293 roku. Projekt nowego gmachu wykonał znany wrocławski architekt Karl Klimm według idei nakreślonej przez Richarda Plüddemanna.

## Koła naukowe (2017–2018)
W Instytucie Pedagogiki działają koła naukowe, w których studenci mogą rozwijać swoje pasje i zainteresowania.
- Studenckie Koło naukowe Pedagogów Life Designing
  - Opiekunowie: dr Marek Podgórny, dr Violetta Drabik-Podgórna
- Koło Naukowe Resocjalizacji Inwersja
  - Opiekun: dr Arkadiusz Kamiński
- Interdyscyplinarne Koło Naukowe Variograf
  - Opiekun: dr Aleksander Kobylarek
- Koło Naukowe Pedagogów Didaskalia
- Koło Naukowe Studentów Pedagogiki Etno